# Ordre du Lion néerlandais
De Orde van de Nederlandse Leeuw — traduit en français ordre du Lion Belgique à l'origine et, après la révolution belge de 1830, ordre du Lion néerlandais pour éviter la confusion — est un ordre honorifique du royaume uni des Pays-Bas, ou royaume des Belgiques, créé le 29 septembre 1815 par le premier roi du royaume des Belgiques, Guillaume Ier.

## Histoire
L'ordre du lion néerlandais (Pays-Bas) a été créé par la loi du 29 septembre 1815. Il s'agit du plus ancien ordre civil des Pays-Bas. Seules les personnes ayant eu des mérites particuliers pour la société de nature exceptionnelle peuvent prétendre à l'ordre du Lion des Pays-Bas.
Durant l'année 1994, le système néerlandais des distinctions honorifiques a été profondément révisé par la loi, après près de trente ans de discussion. Les premières distinctions honorifiques du nouveau système ont été décernées en 1996. Par cette révision, la loi visait créer un système de distinction honorifique plus démocratique dans lequel il n'y avait plus de place pour une attribution automatique. Le niveau des distinctions honorifiques était déconnecté du rang et du statut social. En principe, tout le monde dans notre société peut être honoré. Une distinction honorifique n'est attribuée que sur la base du mérite particulier et personnel pour la société.
Un aspect de la révision a été la suppression de la médaille de Frère, liée à l'ordre du Lion des Pays-Bas depuis  1815. Cette médaille était destinée aux personnes d'origine modeste qui étaient exceptionnellement méritantes. Le porteur de la médaille de frère n'avait pas de grade de chevalier mais avait le droit à une petite pension.
Depuis la révision du système, l'ordre du Lion des Pays-Bas ne compte plus que trois degrés chevaleresques. Il s'agit de : grand-croix, commandeur et chevalier.

## Nomination
Les personnes ayant des mérites de nature très exceptionnelle pour la société peuvent prétendre à l'ordre du Lion des Pays-Bas. Ces mérites sont des réalisations individuelles exceptionnelles ou des efforts de nature très exceptionnelle ou des réalisations sur la base de talents exceptionnels. Il s'agit d'une brillance tout à fait individuelle, qui s'est toutefois avérée d'une valeur exceptionnelle pour la société.
Une personne peut prétendre à une distinction honorifique si elle a assumé une responsabilité ou fait preuve d'une compétence considérablement supérieure à ce que la société pouvait attendre d'elle. Par exemple, des personnes qui ont été exceptionnellement méritantes pour la société dans leur environnement de travail, qui ont été exceptionnellement méritantes en matière d'emploi grâce à leur talent de management, ou qui ont sauvé des entreprises du déclin.
Les personnes qui ont accompli un travail de manière excellente et qui profite très largement à la société peuvent être honorées. Il s'agit de personnes dotées de talents particuliers et de personnes qui ont accompli des réalisations à caractères social, comme des travaux (universitaires) novateurs.

## Grades
Le roi des Pays-Bas est le grand maître actuel de l’ordre.

Il existait un grade frère, mais il n’a pas été attribué depuis 1960, jusqu'à être officiellement aboli en 1994.

Frère
Chevalier
Commandeur
Chevalier grand-croix

### Apparence
L'apparence de la médaille est la suivante : une croix en émail blanc à quatre branches suspendue à une couronne. Au milieu de la croix, il y a un médaillon en émail bleu avec la légende « VIRTUS NOBILITAT » (la vertu ennoblit). Le revers de la décoration est similaire, mais au lieu d'un texte au milieu du médaillon, il y a une image du lion des Pays-Bas. Entre les bras de la croix, il y a un « W » stylisé. Le modèle pour les militaires est le même.
Le ruban sur lequel est portée la décoration de l'ordre du Lion des Pays-Bas est bleu Nassau avec une bande orange à gauche et à droite.
L'apparence de la décoration diffère selon le degré. Plus le grade est élevé, plus la décoration est grande et plus le ruban est large. Les grades de Grand-croix et de Commandeur reçoivent également une étoile au niveau de la poitrine. Il existe un modèle pour dame et un modèle pour homme pour chaque décoration.
Lorsqu'elles sont conférées, ces décorations sont suspendues et/ou épinglées. Elles ne sont portées que dans un nombre limité de situation. La personne honorée reçoit une miniature ou un ruban pour la tenue de tous les jours.

#### Grand-croix
La croix a un diamètre de 60 millimètres elle est suspendue à un ruban. Celui-ci est noué comme une ceinture et qui se porte de l'épaule droite à la hanche gauche. Le ruban a une largeur de 101 millimètres pour les hommes et de 68 millimètres pour les femmes.
L'étoile est composée de la décoration sans la couronne d'un diamètre de 73 millimètres qui est attachée à une étoile dorée à huit branches légèrement arrondies composée de quarante-huit rayons d'un diamètre de 85 millimètres Les rayons de l'étoile sont alternativement écaillés et tous attachés aux extrémités. L'étoile est portée directement au-dessus de la taille, sur le côté gauche du vêtement.
La miniature est un ruban noué en rosette, derrière lequel est fixée une barre de galon doré. Le tout est attaché à un nœud.

#### Commandeur
La croix, d'un diamètre de 60 millimètres, est suspendue au ruban et est portée par les hommes autour du cou et par les femmes sous forme de nœud à hauteur de la poitrine sur le côté gauche du vêtement. Le ruban a une largeur de 55 millimètres pour les hommes et 37 millimètres pour les femmes.
L'étoile est constituée de la décoration, dont la croix a un diamètre de 79 millimètres, qui est portée directement au-dessus du milieu, sur le côté gauche du vêtement. L'étoile et la décoration décrite ci-dessus sont toujours portées ensemble.
La miniature est un ruban noué en rosette, dernière lequel est fixée une barre de galon argenté. Le tout est attaché à un nœud.

#### Chevalier
La décoration, dont la croix a un diamètre de 46 millimètres, est suspendue au ruban qui se porte à hauteur de poitrine sur le côté gauche du vêtement. Le ruban pour les hommes a une largeur de 37 millimètres. Le ruban pour les femmes a une largeur de 27 millimètres et est noué en forme de nœud.
La miniature est nouée en forme de nœud.

## Récipiendaires
- Haya van Someren, femme politique (chevalier).
- Guillaume de Feltz, membre de la Première Chambre des États généraux du royaume uni des Pays-Bas (commandeur).
- Jean Pierre Suttor, docteur en médecine, président de la commission médicale du Grand Duché et membre du conseil de régence de la ville de Luxembourg (chevalier).

### Sélection de récipiendaires étrangers
- Baudouin, roi des Belges[7].
- Akihito, empereur du Japon.
- Kofi Annan, secrétaire général des Nations unies, prix Nobel de la paix.
- Josip Broz Tito, homme politique et militaire yougoslave.
- Adolphe Billault, ministre d'État de Napoléon III.
- François Mitterrand, président français[8].
- Winston Churchill, homme politique britannique, Premier ministre du Royaume-Uni.
- Helmut Kohl, homme politique allemand, chancelier fédéral ouest-allemand puis de l'Allemagne réunifiée.
- Paul Kruger, homme politique boer, président de la république sud-africaine du Transvaal en Afrique du Sud.
- Mohammad Reza Pahlavi, dernier chah d'Iran.
- François Hollande, président français[9].
- Carl Adam Petri, mathématicien et informaticien allemand.
- Sergio Mattarella, président de la république italienne.
- Emmanuel Macron, président de la République française
- Philippe (roi des Belges)
- Nicolaas Smit
- Jean-Baptiste Julien d'Omalius d'Halloy, homme d'état et géologue belge.